# Lotto (métro de Milan)
Pour les articles homonymes, voir Lotto.
Lotto est une station des lignes 1 et 5 du métro de Milan, située piazzale Lorenzo Lotto.